# Franco Gandini
Franco Gandini (San Lazzaro di Parma, 28 luglio 1936) è un ex ciclista su strada e pistard italiano.
Professionista su strada solo dal 1958 al 1960, fu campione olimpico nell'inseguimento a squadre ai Giochi della XVI Olimpiade.

## Carriera
Da dilettante ha vinto la medaglia d'oro ai Giochi della XVI Olimpiade del 1956 a Melbourne nell'inseguimento a squadre, insieme con Leandro Faggin, Valentino Gasparella, Virginio Pizzali e Tonino Domenicali. L'anno seguente conquistò la medaglia d'argento ai mondiali di Rocourt, nell'inseguimento individuale.
Passato professionista, nel 1958 vinse la medaglia di bronzo ai mondiali di Parigi, sempre nell'inseguimento individuale.
Corse fino al 1960. È fratello minore di Aldo Gandini, che fu, prima di lui, anch'egli uno specialista dell'inseguimento su pista.
Sposato con Maria Luisa Dainese, attualmente vive a Padova.

## Palmarès
- 1956

Giochi della XVI Olimpiade, Inseguimento a squadre (Melbourne)

## Piazzamenti

### Competizioni mondiali
- Campionati del mondo su pista

Rocourt 1957 - Inseguimento individuale Dilettanti: 2º
Parigi 1958 - Inseguimento individuale: 3º
- Giochi olimpici

Melbourne 1956 - Inseguimento a squadre: vincitore